# Pichonia occidentalis
Pichonia occidentalis là một loài thực vật có hoa trong họ Hồng xiêm. Loài này được (H.J.Lam) Aubrév. miêu tả khoa học đầu tiên năm 1936.